# Witte Patera
La Witte Patera è una struttura geologica della superficie di Venere.